# George Kitching
George Kitching, kanadski general, * 1910, † 1999.

## Knjigo
- Mud and Green Fields: The Memoirs of Major-General George Kitching (1986)